# Юджин Найда
Ю́джин А́лберт На́йда (англ. Eugene Albert Nida; *11 листопада 1914 року, Оклахома-Сіті — †25 серпня, 2011, Мадрид) — теоретик перекладу, автор концепції «динамічної еквівалентності», перекладач Біблії.

## Біографія
Народився 11 листопада 1914 в Оклахома-Сіті. У 1936 році закінчив Каліфорнійський університет у Лос-Анжелесі за спеціальністю «грецька мова». Випускник мав один із найвищих рейтингів GPA (grade point average) за всю історію цього університету. Ще в студентські роки він плекав надію про роботу над перекладом Біблії десь у Африці. Для цього він вивчав праці Едварда Сепіра та Леонарда Блумфілда — представників американської гілки структуралізму — дескриптивізму.
1939 року здобув ступінь магістра в Університеті Південної Каліфорнії, а в 1943 році захистив докторську дисертацію в Мічиганському університеті, м. Енн-Арбор.
Потому почав працювати на посаді лінгвіста в Американському біблійному товаристві (American Bible Society або скорочено ABS). Хоча його прийняли на роботу в порядку експерименту, цей експеримент тривав майже 40 років. Юджин Найда став незабаром асоційованим секретарем мовних видань Товариства.
Бувши здібним перекладачем сам, умів і навчити перекладу, підготувавши багатьох гарних перекладачів для місійної роботи. У той час на основі власних спостережень Найда зрозумів, що успішний переклад як форма комунікації, повинен обов'язково передбачати ґрунтовне знання культури народу, на мову якого здійснюється переклад. Практичні орієнтири для перекладачів-місіонерів автор виклав у двох книгах Customs and Cultures (1954) та Message and Mission: The Communication of the Christian Faith (1960). Разом зі своїми колегами з Біблійного товариства Найда невпинно весь час доводив і демонстрував, наскільки важливо під час перекладу встановити зв'язок між Євангелієм і культурою конкретного народу-рецептора перекладу.
Якщо цього добитися, Слово Боже буде почуте, відтак Церква неминуче активно розвиватиметься й зростати в цих країнах. Наприклад, для носія західної культури одним зі способів вказати на якийсь предмет можна вказівним пальцем правої руки. Водночас у деяких районах Заїру цей жест розцінюється як еротичний символ. Там будь-яка вихована культурна людина вказує на предмет нижньою губою. Коли читаємо, як митар в тексті Євангелія від Луки (18:13) звертається до Бога, «вдаряючи себе в груди», цей жест виражає жаль та істинне розкаяння.
Але для народу ботсвана в південній Африці цей само жест вже означає дещо інше, а саме впевненість у собі й агресивність. І для того, аби показати розкаяння, треба «взятися за бороду», що буде функціональним еквівалентом євангельського жесту. А деякі народності Африки в такому випадку «б'ють себе по голові».
Окремо слід зауважити про тверду переконаність Найди щодо можливості перекладу фразеологічних одиниць. Так, англійський вираз «we love with the heart» («ми любимо серцем») може бути перекладена на мову народів Західної Африки приблизно як «ми любимо печінкою». І цей еквівалент буде найближчий за змістом для представників означених мов культури рецептора.
Ці та інші спостережені приклади формували в Ю. Найди тверду переконаність про необхідність «одомашнення» перекладу Біблії, аби наблизити її до кінцевого одержувача. Цю концепцію пізніше він назвав «динамічною або функціональною еквівалентністю» [[]] яка й донині активно застосовується в світовій теорії та практиці перекладу на противагу формальній еквівалентності.
Як лінгвіст Найда настійно наполягав на тому, що не буває примітивних чи розвинених мов. Усі мови унікальні й своєрідні, за В. фон Гумбольдтом. Найда у своїх працях невтомно доводив, що багато мов невеличких народів Африки, Океанії та обох Америк є дуже складними, а деякі з них мають навіть складнішу будову за багато європейських мов. Найда один з небагатьох мовознавців, який у той час прагнув також показати позитив у розмаїтті мов, що багатомовність є радше правилом, а не винятком. Його діяльність з відкриття духовних місій, підготовки вчителів перекладу та перекладачів була надзвичайно бурхливою й продуктивною. Провідною в 1950-х рр. була його теза про те, що неможливо судити чи розуміти традиції інших, якщо ми не станемо на позицію іншого.
Попри те, що Найда був вихідцем американської школи структуралізму, він досить несхвально ставився до своїх колег-лінгвістів, котрі ігнорували семантику як об'єкт їхніх мовознавчих студій. Причиною такої їхньої позиції була думка структуралістів про неможливість вивчення того, що завжди є нестабільним. Ішлося про несталість значення. Цікаво, що Найда сам себе характеризував тоді як «голос посеред пустелі», який волав не про віддалення, а навпаки — про нагальність вивчення значення слова як наріжного каменя встановлення контакту між культурами.
Слід окремо зауважити, що незважаючи на те, що лінгвістична й перекладацька діяльність Ю. Найди здебільшого стосувалася протестантської гілки християнства, його внесок був визнаний також із боку римо-католицької церкви. 1981 року його книга у співавторстві з Вільямом Рейберном Meaning Across Cultures («Значення в культурах») була опублікована видавництвом Американського товариства Католицької закордонної місії. Більше того, за свою невтомну працю висловлювалося шанобливе ставлення й повага до Найди з боку єврейських дослідників Біблії.
Багато з його критиків говорили про його застарілість, несучасність, відсталість у поглядах. Проте ще в далекому 1964 році в монографії Toward a Science of Translating («До науки перекладати»), він актуалізував у окремому розділі питання можливості машинного перекладу, що свідчить про його крокування в ногу з прогресом. Водночас він підсумовує, що комп'ютер ніколи не стане загрозою для перекладача, адже «пам'ять не еквівалентна емпатії, а швидкість не є замінником естетичного відчуття».
Як пише Едді Артур, виконавчий директор британського товариства перекладачів Біблії імені Джона Вайкліффа: «Хоча, можливо, пересічний християнин ніколи й не чув ім'я Юджин Найда, ця людина беззаперечно є одним із найавторитетніших християн ХХ століття. Його спадщина збережена у сотнях, якщо не тисячах перекладах Біблії на регіональні мови світу».
Філіп Стайн, екс-директор відділу з питань перекладу, виробництва та розповсюдження Об'єднаного біблійного товариства (США) зазначає, що д-р Найда здійснив справжню революцію в галузі перекладу Біблії у середині минулого століття. Її наслідки відчувають мільйони людей по світу, які розмовляють різними мовами, маючи змогу почути Слово Боже рідною мовою.
Революція Найди вийшла за межі перекладу Святого Письма, охопивши також світове перекладознавство, адже підхід, названий ним спершу «динамічна еквівалентність», згодом «функціональна еквівалентність» дає свої плоди і сьогодні у навчанні перекладу студентів світових університетів.